# Psolidium spinuliferum
Psolidium spinuliferum is een zeekomkommer uit de familie Psolidae.
De wetenschappelijke naam van de soort werd in 1938 gepubliceerd door Clark.